# Bleu Jeans Bleu
Bleu Jeans Bleu est un groupe de musique québécois originaire de Montréal.

## Biographie
Le groupe a été formé en 2012 par Mathieu Lafontaine, séparément de son travail solo sous le nom de Matt Track, en tant que projet parallèle pour enregistrer et interpréter une version comique de musique country. Ils sortent les albums Haute Couture en 2013 et Franchement wow en 2016. 
Dans le concept du groupe est la particularité que chaque membre possède un nom de la scène qui est relie avec une marque commerciale de jeans en denim (à voir sur composition du groupe - membres).

## Succès
En 2019, ils se sont entre autres fait connaître pour le succès Coton Ouaté, le premier single de leur troisième album Perfecto, avant de remporter le prix Félix du Groupe de l'année au Gala de l'ADISQ, et de passer à Tout le monde en parle,. 
La tournée après la publication Perfecto s’échelonnera finalement sur plus de 150 spectacles au Québec. Leurs vidéos cumulent maintenant plus de 30 millions de vues sur YouTube et la chanson Coton ouaté est maintenant certifié platine. 
En 2020, le groupe Bleu Jeans Bleu a reçu une certification Or après les 40 000 ventes numériques de Coton ouaté. Céline Dion, lors de son concert Courage World Tour à Montréal, a invité Lafontaine sur scène pour interpréter Coton ouaté en duo.  
En 2023, la formation reçoit plusieurs nominations au gala de l'ADISQ pour la sortie de son album Top Minou.

## Discographie
- Haute Couture (2013)
- Franchement wow (2016)